# ژانر هنر
ژانر هنر (به انگلیسی: Genre art) یک سبک هنری است که شامل به‌تصویر کشیدن صحنه‌ها یا رویدادهای زندگی روزمره و خودمانی است. این سبک می‌تواند جلوه‌ای از زندگی هر روزه باشد. در عکاسی، نقاشی و انواع دیگر هنرهای تجسمی از این سبک استفاده می‌شود.
این سبک در نقاشی‌های دورهٔ عصر طلایی هلند و نقاشی باروک فلاندری در سدهٔ ۱۶ میلادی و سدهٔ ۱۷ میلادی رشد و تبلور یافت.

## نگارخانه

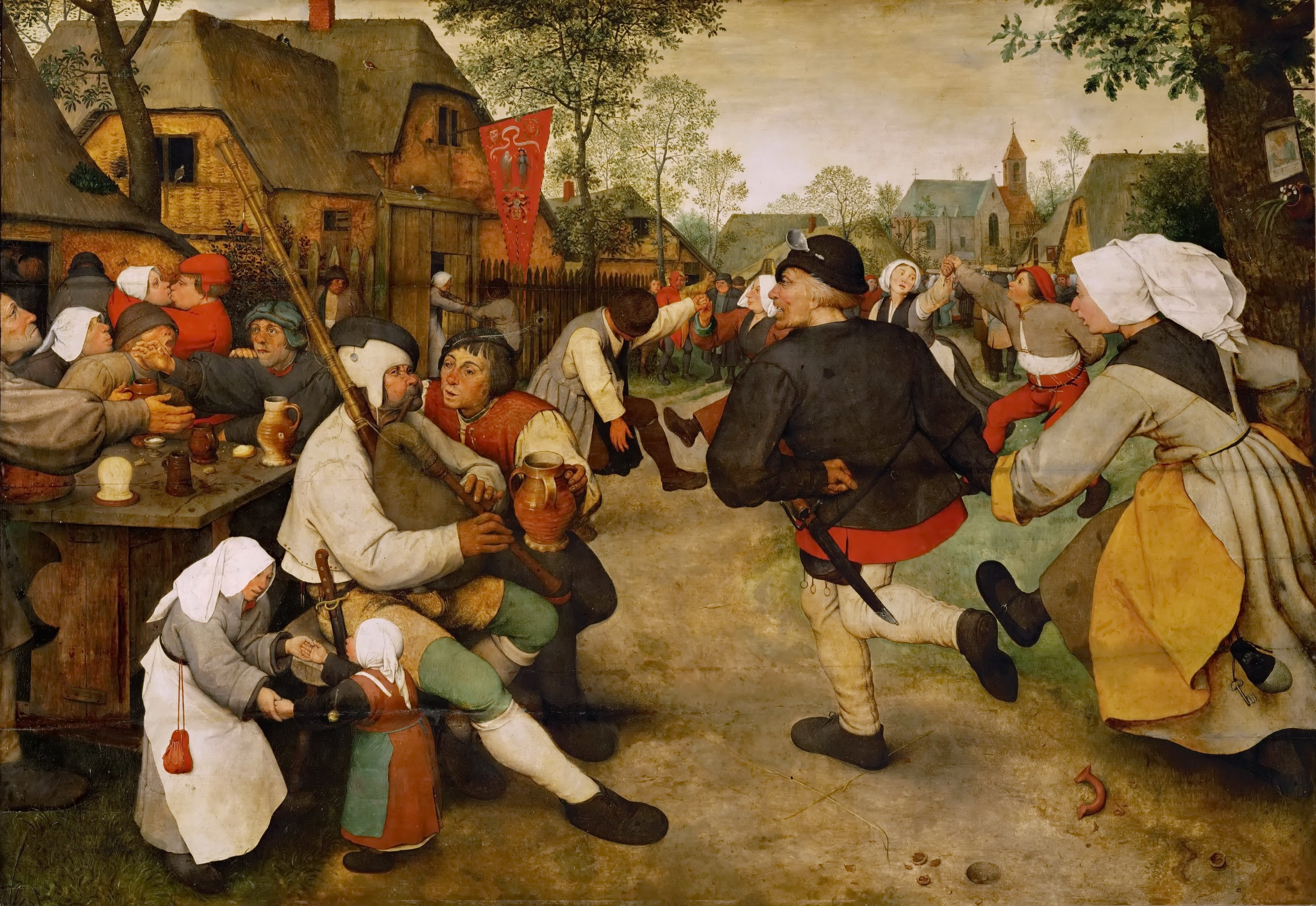
رقص خرده دهقانان حوالی ۱۵۶۸ م. اثر پیتر بروگل موزه تاریخ هنر وین
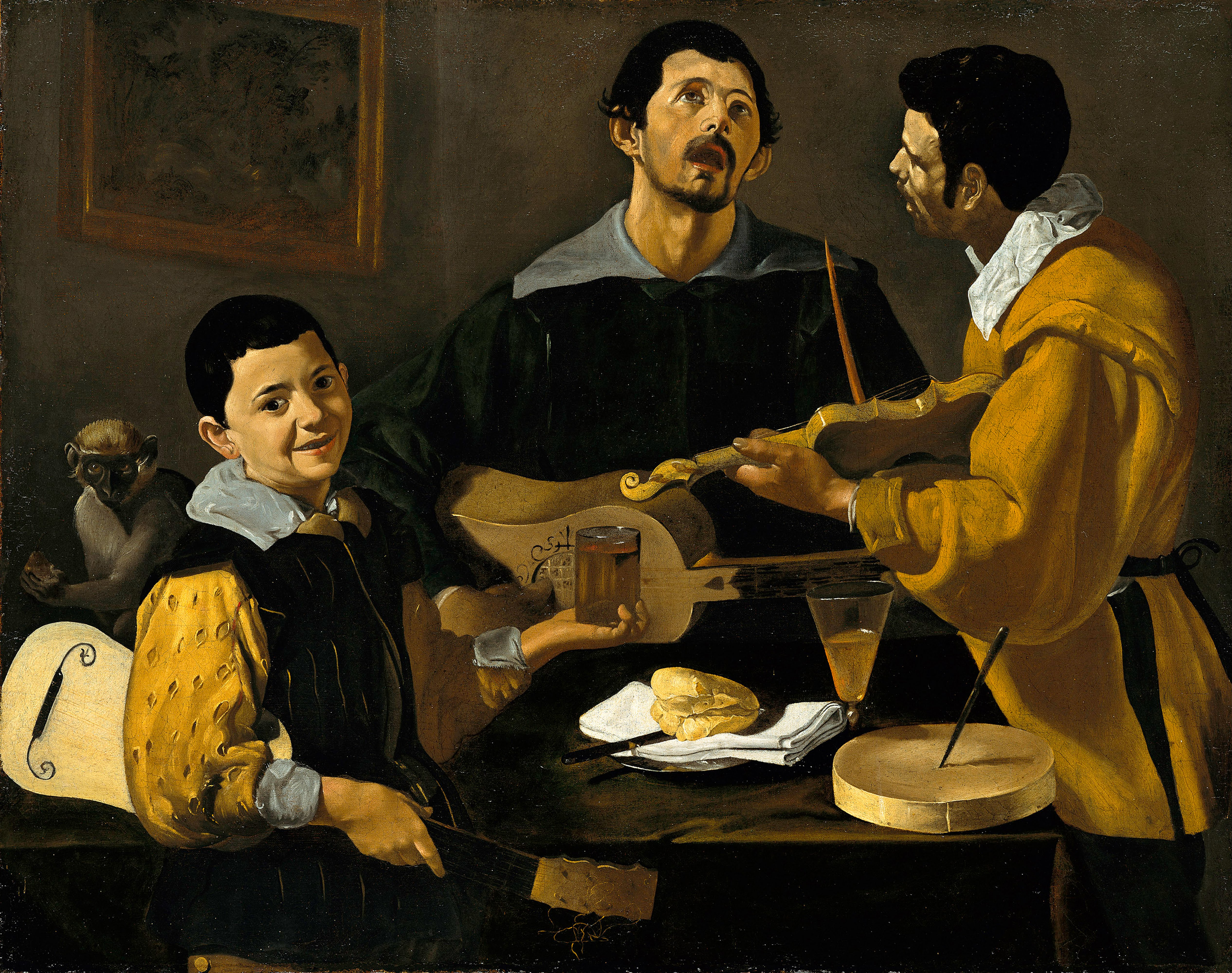
سه نوازنده حوالی ۱۶۱۸ م. اثر دیه‌گو ولاسکس گمالده‌گالری
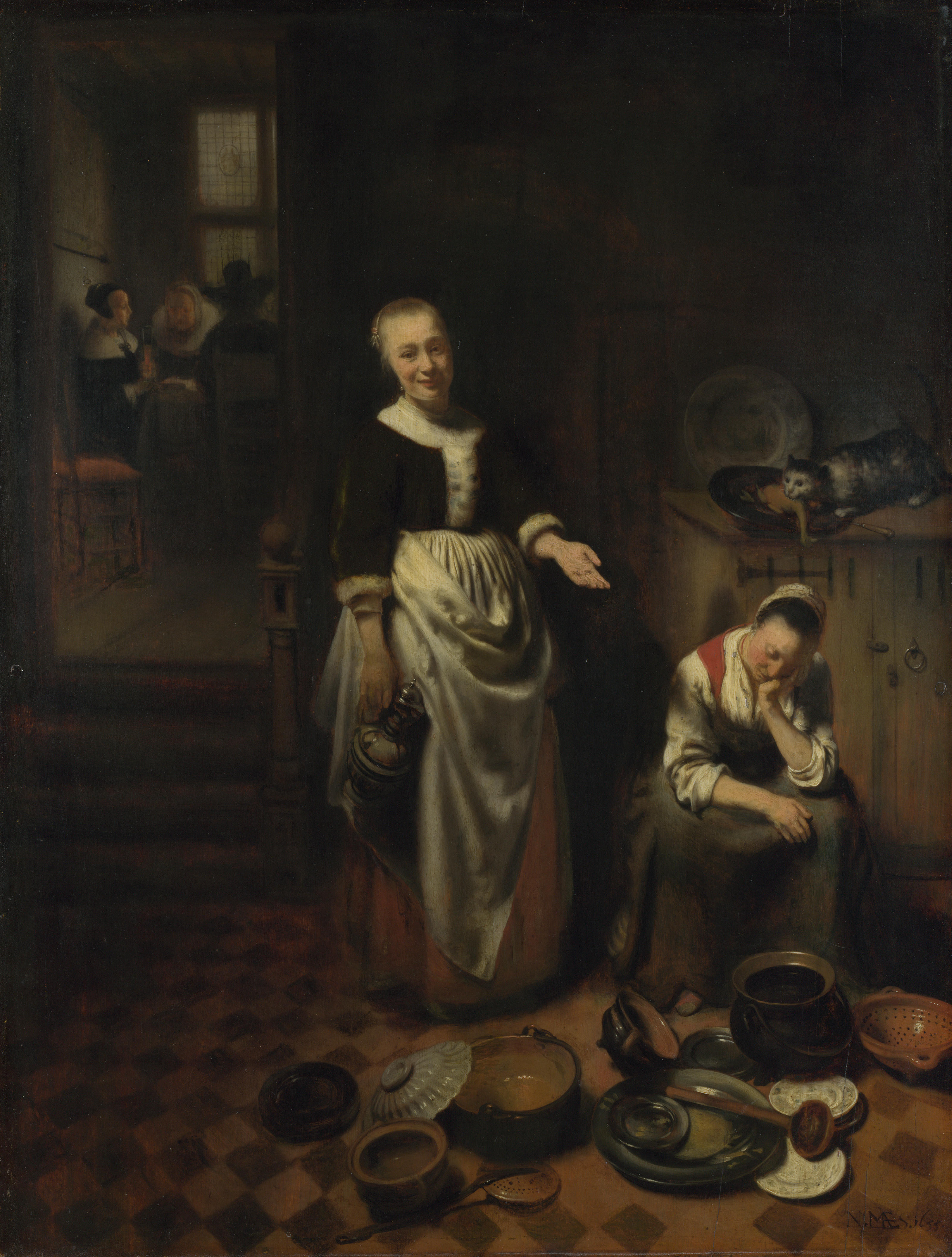
خدمتکار بیکار ۱۶۵۵ م. اثر نیکولاس ماس نگارخانه ملی لندن
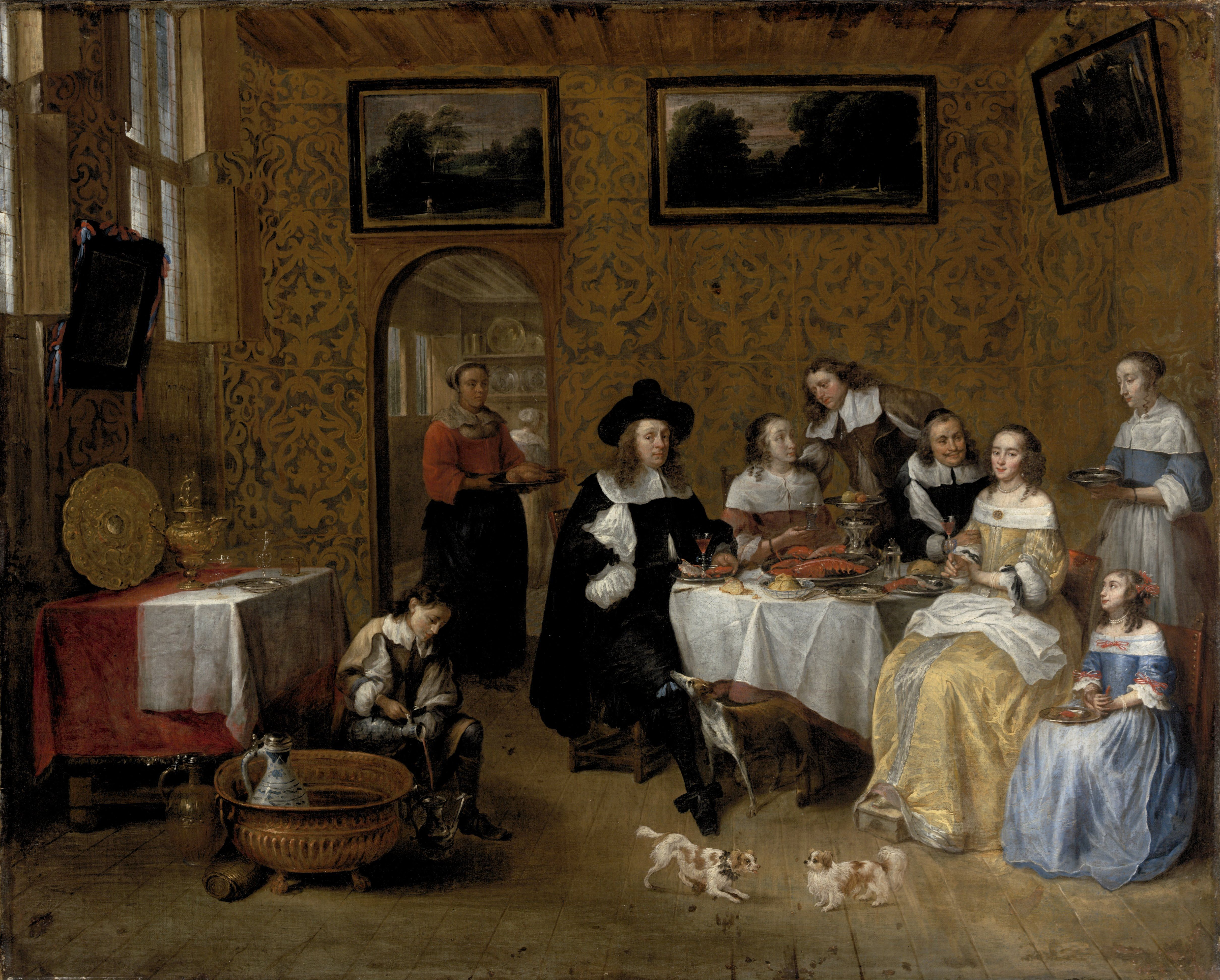
پرترهٔ یک خانوادهٔ متمول بین ۱۶۶۵ تا ۱۶۷۰ م. اثر گیلیس ون تیلبورگ موزه هنرهای زیبای بوداپست
شکارچی‌ها در حین استراحت
۱۸۷۱ م.
اثر واسیلی پروف
نگارخانه ترتیاکوف